# اونتیک
اونتیک (تلفظ می‌شود [ontik]) یا هستی موجودشناختی آن نوع وجود یا هستی است که در ظل وجود موجودات معنایش را درک می‌کنیم. وجود آنتیک در واقع وجود مضاف است و در برابر هستی اونتولوژیک یا وجودشناختی قرار می‌گیرد که آن را می‌توان وجود فی‌نفسه نامید.

## مفهوم
تمایز میان اونتیک و اونتولوژیک از هایدگر است و در واقع این دو نوع هستی، دو سطحِ تحلیل دازاین هستند. سطح اونتیک مربوط به بخش ملموس، خاص و محلی دازاین است، یعنی بخش واقعی که می‌توان آن را مشاهده کرد. سطح اونتولوژیک مربوط به ژرف‌ساختی‌ست که زیربنا و شکل‌دهندهٔ بخش اونتیک است و توصیف پدیدارشناختی را ارائه می‌دهد.
از نظر هایدگر، نقطه ضعف متافیزیک سنتی آن است که با نهاد فرض کردنِ هستی، این دو سطح را یکی در نظر می‌گیرد. به عبارت دیگر تاریخ کنونی فلسفه، با خلط موجودشناسی و وجودشناسی، از شناخت وجود به معنای اصیل آن بازمانده است.

## معادل فارسی

### عبدالکریم رشیدیان
عبدالکریم رشیدیان در ترجمه خود از کتاب هستی و زمان مارتین هایدگر این واژه را به فارسی برنمی‌گرداند و به همان صورت اونتیک استفاده می‌کند.

### سیاوش جمادی
سیاوش جمادی در ترجمه کتاب هستی و زمان برای واژه اونتیک واژه هستومند را معادل قرار می‌دهد. وی در پاورقی صفحه ۸۱ ترجمه کتاب هستی و زمان در توضیح این معادل گذاری می‌آورد که هستومند واژه ای است پهلوی به معنای موجود، هستنده و هست‌مند.

## پی‌نوشت
1. ↑  هایدگر؛ سیاست و استعلا
2. ↑  Bunnin, The Blackwell Dictionary of Western Philosophy, 489.